# Tobelos
O tobelo é um dos povos do norte de Halmaera que vivem no leste da Indonésia,  na parte norte das Ilhas Molucas e no lado leste da Regência de Halmaera do Norte.

## Descrição
Os tobelos é dividido em vários subgrupos étnicos, a saber: povo dodinga, povo boeng, povo cao e outros grupos. A população total é de cerca de 85.000 habitantes.
Os ternates teve uma influência significativa sobre o povo Tobelo, que entrou no Sultanato de Ternate entre os séculos XV e XIX. Os tobelos também dominava povos pequenos do interior do norte de Halmaera, como os povos pagu e tabaru.
Os tobelos é altamente móvel, mas seus assentamentos estão localizados principalmente ao longo do litoral. As casas de esqueleto de madeira são construídas de bambu e a cobertura é feita de folhas de palmeiras sagu ou telhas. 
Destacam-se as tribos de togutil, que se autodenominam O'Hongana Manyawa (povo que vive dentro da floresta), também chamados de Tobelo Interior, que vivem nas florestas nas profundezas da ilha de Halmaera, estabelecendo-se perto dos vales dos rios. O número de Togutils é estimado entre 1.500 e 3.000 pessoas, de acordo com vários estudos desde 2001. Segundo estes estudos, entre 300 e 500 deles vivem isolados na floresta, vivendo em pequenos grupos identificados pelas autoridades, no Parque Nacional Aketajawe-Lolobata. Isto contrasta com o povo Tobelo da costa que se autodenomina O'Hoberera Manyawa, o que significa pessoas que vivem fora das florestas. 
No início da década de 1980, eles ainda levavam um estilo de vida nômade, principalmente caçando, roubando e cultivando sagu. De tempos em tempos, eles usavam pequenos campos, onde cultivavam bananas, mandioca, frutas e cocos pelo método de agricultura de queimadas. Os etnólogos refutam a sua reputação de serem violentos ou mesmo antissociais. Em algumas partes da ilha, eles têm que lidar com extração de madeira e mineração. De acordo com os vídeos, alguns parecem se adaptar a isso trocando produtos. Muitos Togutil já se misturaram com as populações das vilas costeiras e vivem perto delas. As autoridades regionais abriram um escritório para facilitar a sua integração.  Alguns instalaram-se em casas construídas pelas autoridades no âmbito de programas de integração social, como em dodaga. 
Eles obtêm rendimentos monetários através da venda de produtos florestais ou da contratação de novos colonos para limpar as áreas da selva para a agricultura.  Algumas doações são trazidas a eles pela polícia. 

## Línguas
Entre o tobelo, eles falam o indonésio, o ternate e também o tobelo, que tem vários dialetos como gamsungi, dodinga e boeng. 

## Religião

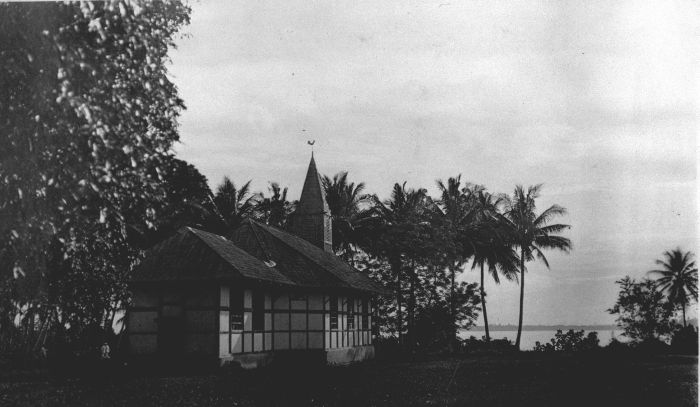
Uma igreja protestante em Tobelo, 1924.

A maioria dos tobelos são cristianismos reformados, enquanto outros são muçulmanos sunitas. As crenças tradicionais, incluindo os vestígios do xamanismo e o culto aos espíritos, exercem uma forte influência na vida quotidiana. 
O processo de adoção do cristianismo entre o tobelo da floresta que vive no nordeste de Halmaera foi muito longo e complexo. Somente depois de décadas de resistência eles começaram a professar a Bíblia no final da década de 1980. Contudo, a versão do cristianismo que escolheram não foi aquela que lhes foi pregada pelas sociedades da língua tobelo com as quais mantêm laços familiares e matrimoniais, mas sim aquela que foi trazida para esta região pelos missionários americanos. 
Entre 1999 e 2001, a região foi tomada pela violência étnico-religiosa. O fim do conflito entre muçulmanos e cristãos foi alcançado em abril de 2001, quando se realizou uma cerimónia pacífica na esperança de que o conflito religioso que tinha convulsionado a ilha de Halmaera não voltasse a acontecer.  A cerimônia consistia no ritual adat (do indonésio, "direito consuetudinário") e no voto de que ambos os lados do conflito, muçulmanos e cristãos, respeitariam os direitos uns dos outros e renunciariam para sempre à violência. 
Esta cerimônia foi mais do que apenas uma manifestação cultural. Simbolizou a decisão da maioria na província de Molucas Setentrionais de reconhecer o adate como garantidor da unidade social e da harmonia na região.
Antes disso, o governo local informou altos funcionários do governo e outros líderes políticos que, se não conseguissem mudar a situação para uma vida melhor e facilitar o retorno à região de realocação forçada, a capital do novo distrito da Residência de Halmaera do Norte seria outra cidade, em vez de tobelo. Era necessário fazer alguma coisa, e vários líderes de associações influentes decidiram que o adate era a melhor solução. Eles acreditavam que a ressurreição de adat mudaria o ponto de identificação das pessoas de sua religião para sua identidade étnica do tobelo. 

## Cultura

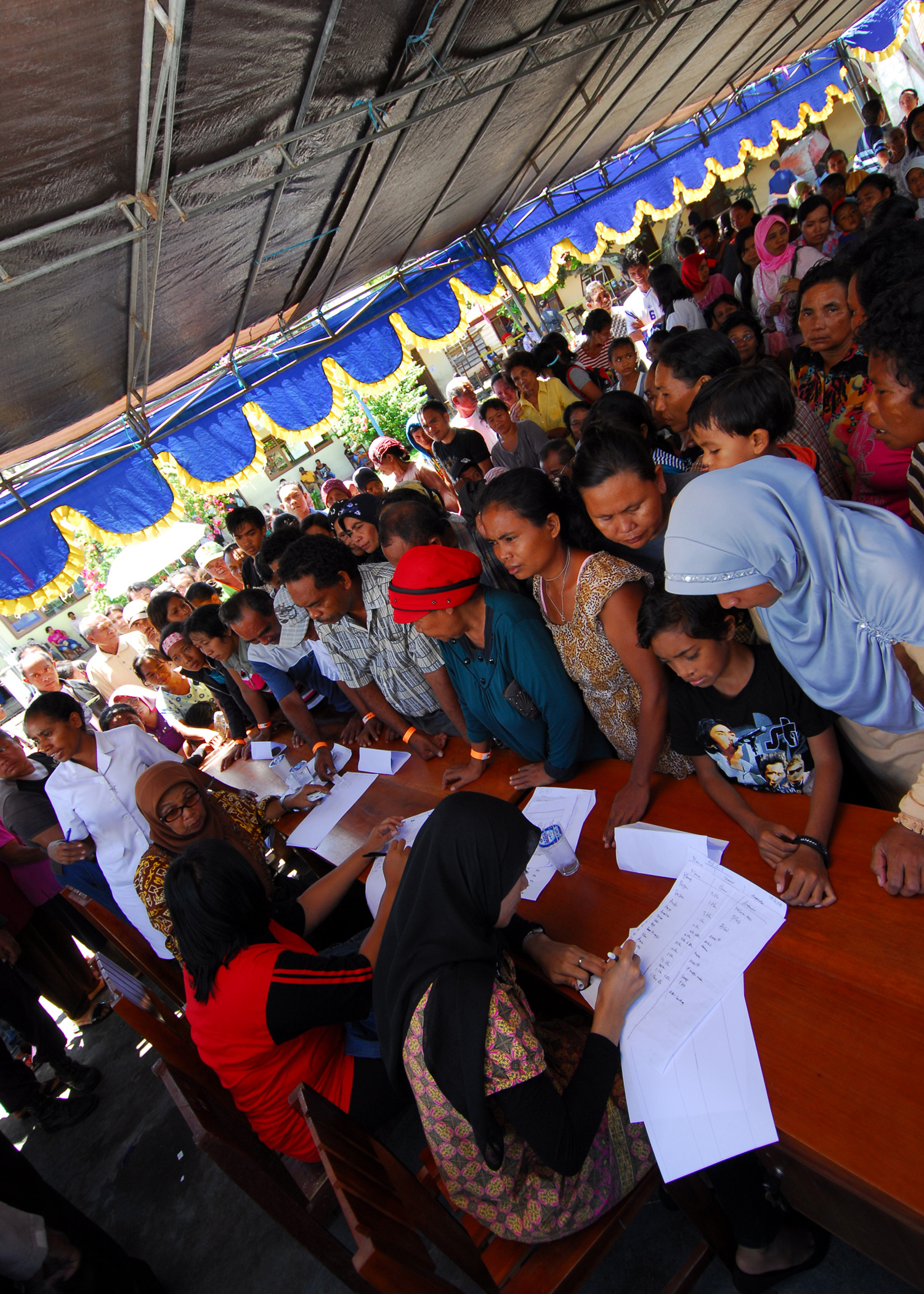
Pacientes do Tobelo fazem fila em um programa de ação cívica de engenharia da assistência humanitária e cívica da Frota do Pacífico dos Estados Unidos na Indonésia.

Canto e dança são as formas mais comuns de arte popular. O casamento é a residência patrilocal. Para os tobelos, assim como para muitos outros povos governados por normas sociais tradicionais, a bilatero é inerente. 
A força económica desempenha um papel importante na determinação do tamanho do dote do casamento, com base em uma estimativa comparativa das rendas anuais das famílias dos casamentos, e também determina o valor das reivindicações financeiras feitas ao lado do noivo. No documentário "Tobelo Marriage", de Dirk Nilanda, é mostrado em detalhes o quanto o trabalho das mulheres é investido na preparação de uma festa de casamento; como tecer, preparar um prato festivo "pássaro de arroz", uma mesa especial e refinada em forma de canoa, tudo isso indica a importância da cerimónia para ambas as partes.
As mulheres demonstram a "riqueza feminina" de uma forma muito semelhante ao escambo nas Ilhas Trobriand. A dança deles com uma faca de bushcraft na mão indica que as mulheres desempenham um papel importante nos procedimentos. Depois disso, chega a hora da celebração propriamente dita, que inclui banquetes, danças e apresentações de músicas tradicionais. Tudo isto parece muito emocionante e fala da beleza e da importância da união conjugal que está sendo concluída.  No caso de incesto, realiza-se uma cerimónia especial de ruptura da linha hereditária, durante a qual se acredita que o casal tobelo é atirado para o rio flutuando ou afogando-se para evitar cheias. 

### Roupas
Anteriormente, eles usavam roupas de tecido tapa, mas estas foram substituídas por roupas comuns e de estilo europeu. 

### Dietético
Os principais produtos alimentares são o peixe cru, seco e o salgado, bem como os alimentos de origem vegetal (produtos assados e cozidos à base de arroz, banana, sagu, batata-doce e mandioca).  Os pratos de arroz não são comuns, mas são preparados nos feriados. 

### Atividades tradicionais
As ocupações mais comuns são a pesca, a pesca e a agricultura manual (bananas, copra, vinho de palma, raízes, tubérculos, feijões, arroz seco). Também a produção de sagu entre os falantes de cao e boeng. 

## Na cultura popular
Em 1982, nos Países Baixos, na cidade de Leida, foi rodado o filme "Tobelo Marriage", do diretor Dirk Niland. O filme permite olhar para a remota sociedade insular, pouco conhecida até mesmo pela maioria dos indonésios.  Os pontos fortes deste trabalho são a clareza, a base de pesquisa e o fornecimento de informações importantes sobre este povo pouco conhecido. 
Um série nacional indonésia apresentou os hábitos e costumes do togutil,  e uma conta no TikTok costuma publicar vídeos para conhecê-los melhor. 